# Asopo (Beozia)
L'Asopo ( greco: Ασωπός , indicato nelle fonti latine come Asopus )  è un fiume  della Beozia e dell'Attica settentrionale, in Grecia. 
La sua sorgente si trova sul versante settentrionale del monte Citerone, a sud-ovest di Tebe. Sfocia nel Golfo dell'Eubea meridionale, vicino a Skala Oropou. La sua lunghezza totale è di 57 km. Il suo bacino è di 718 km 2. L'Asopos scorre lungo i seguenti luoghi, dalla sorgente a valle: Lefktra, Agios Thomas, Oinofyta, Sykamino, Skala Oropou. 
Nell'antichità segnava il confine tra il territorio di Tebe e quello di Platea e, dopo aver lasciato alla sua sinistra Tanagra, entrava in territorio attico e sfociava nell'Euripe a nord-ovest di Oropo. 
Presso l'Asopo si trovava anche la città di Scolo, citata nel Catalogo delle Navi dell'Iliade, ma di cui in età classica non restava quasi nulla. Secondo Pausania il Periegeta (II secolo d.C.) presso le rive dell'Asopo venivano prodotte delle canne di altezza straordinaria.
Presso le rive dell'Asopo si era accampato l'esercito persiano prima della battaglia di Platea e sulle rive del fiume si trovava il sepolcro ai caduti in quella battaglia.